# The Lateness of the Hour
The Lateness of the Hour é o álbum de estreia do cantor e compositor britânico Alex Clare, lançado em 8 de julho de 2012 pela editora discográfica Island Records. Produzido por Mike Spencer e Major Lazer, o disco deriva dos gêneros musicais soul, dubstep, rock alternativo e drum and bass.

## Lista de faixas
| Versão padrão |                        |                                                                |         |  |
| N.º           | Título                 | Compositor(es)                                                 | Duração |  |
| 1.            | "Up All Night"         | Ariel Rechtshaid, Thomas Pentz, Alex Clare, David Taylor       | 2:43    |  |
| 2.            | "Treading Water"       | Francis "Eg" White, Clare                                      | 3:38    |  |
| 3.            | "Relax My Beloved"     | Clare, Pentz, Rechtshaid, Taylor                               | 3:31    |  |
| 4.            | "Too Close"            | Clare, Jim Duigan                                              | 4:16    |  |
| 5.            | "When Doves Cry"       | Prince Rogers Nelson                                           | 4:08    |  |
| 6.            | "Hummingbird"          | Rechtshaid, Pentz, Clare, Taylor, Antony Genn, Martin Slattery | 3:50    |  |
| 7.            | "Hands Are Clever"     | Clare, White                                                   | 3:16    |  |
| 8.            | "Tight Rope"           | Rechtshaid, Pentz, Clare, Taylor, Genn, Slattery               | 3:37    |  |
| 9.            | "Whispering"           | Clare, James Lee Homes, Robert Terry Homes                     | 4:30    |  |
| 10.           | "I Love You"           | Iyiola Babatunde Babalola, Clare, Darren Emilio Lewis          | 4:39    |  |
| 11.           | "Sanctuary"            | Clare, Jarrad Rogers, Genn, Slattery                           | 4:00    |  |
| 12.           | "I Won't Let You Down" | Clare, Genn, Slattery                                          | 4:09    |  |

| Versão de luxo |                                       |         |  |
| N.º            | Título                                | Duração |  |
| 13.            | "Where Is the Heart?"                 | 3:26    |  |
| 14.            | "Treading Water" (Unplugged)          | 3:42    |  |
| 15.            | "Up All Night" (Music video)          | 2:59    |  |
| 16.            | "Too Close" (Music video)             |         |  |
| 17.            | "Too Close" (Unplugged) (Music video) | 3:47    |  |

## Desempenho
| Tabela musical (2012)           | Melhor posição |
| ------------------------------- | -------------- |
| Alemanha (German Albums Chart)  | 8              |
| Áustria (Austrian Albums Chart) | 19             |
| Reino Unido (UK Albums Chart)   | 17             |
| Áustria (Austrian Albums Chart) | 49             |

## Histórico de lançamento
| País           | Data                | Formato          | Gravadora      |
| -------------- | ------------------- | ---------------- | -------------- |
| Reino Unido    | 8 de julho de 2011  | Download digital | Island Records |
| Reino Unido    | 11 de julho de 2011 | CD               | Island Records |
| Estados Unidos | 1 de maio de 2012   | Download digital | Island Records |
| Estados Unidos | 8 de maio de 2012   | CD               | Island Records |